# Boelaremeersen

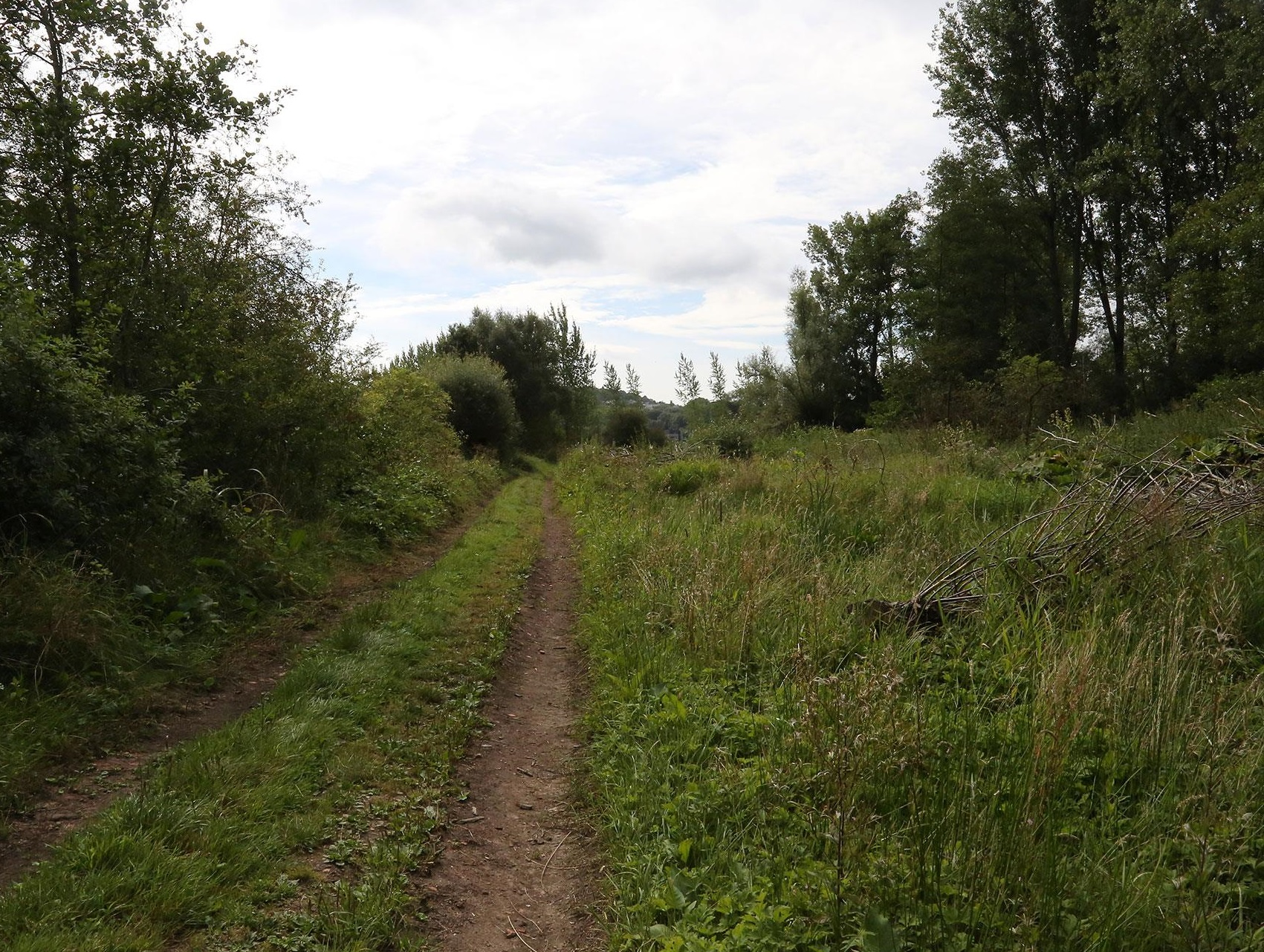
Boelaremeersen

De Boelaremeersen zijn een natuurreservaat in de Vlaamse Ardennen in Zuid-Oost-Vlaanderen. Het natuurgebied ligt op het grondgebied van de stad Geraardsbergen aan de Dender nabij deelgemeenten Schendelbeke en Nederboelare. Ten zuiden van het gebied ligt de Baronie van Boelare. 

## Landschap
De Boelaremeersen bestaan uit meersland met hooilanden, valleibossen, grachten, rietvelden en natte ruigtes. Ook zijn er nog populierenbossen te vinden, deze waren aangeplant voor de luciferfabriek in de stad. Een deel ervan is gekapt om de natuurlijke omgeving (rietvelden en natte ruigtes) te herstellen.

## Fauna
In het reservaat komen voor: waterral, blauwborst, rietgors, sleedoornpage, zeggenkorfslak.